# BC Apollo in het seizoen 2015-16
Het seizoen 2015-16 van BC Apollo was het 5e seizoen van de basketbalclub uit Amsterdam. De club speelde dit jaar voor de vierde keer in de DBL en in de NBB-Beker.

## Verloop van het seizoen
Gelijk na afgelopen seizoen werd bekend dat Apollo gewoon verder zal gaan op het hoogste niveau. De club zal op het hoogste niveau (en de Dutch Talent League) niet langer meer BC Apollo heten, maar Apollo Amsterdam. De club zag Jos van der Laan naar Landslake Lions vertrekken, en ook Sergio de Randamie (Challenge Sports Rotterdam), Vasily Fedosov en Hicham Kherrazi keerden niet terug. Het grote talent Julius van Sauers vertrok naar LIU Brooklyn in de Verenigde Staten. Daar tegenover bleven wel Aron Royé, Stefan Mulder, Gian Slagter, Max van Schaik, Jesse Markusse en Dimeo van der Horst. Deze basis werd uitgebreid met routinier Nikki Hulzebos, die onder meer bij Donar Groningen, Matrixx Magixx en Landstede Basketbal speelde. Naast Hulzebos kwam ook Gerald Robinson Apollo versterken. De hoofdcoach werd Patrick Faijdherbe, geassisteerd door Peter van Paassen.
De eerste drie wedstrijden betroffen gelijk de drie concurrenten voor Apollo: BSW Weert, Challenge Sports Rotterdam en Aris Leeuwarden. Enkel tegen Weert werd er gewonnen, maar vervolgens zou er wat gebeuren waar Apollo dit seizoen bekend om zou staan. Tegenstander Landstede Zwolle werd verslagen in de Apollohal, en zelfs landskampioen Donar Groningen moest buigen in de Apollohal. Apollo zou al gauw de naam reuzendoder krijgen dat seizoen. Na de winterstop zag Apollo Gerald Robinson naar Duitsland vertrekken, maar dat weerhielden de hoofdstedelingen er niet van te stunten. In het bekertoernooi werd in Groningen gewonnen en gelijk daarna versloeg Apollo in de competitie SPM Shoeters Den Bosch. Toen er ook tegen de concurrenten werden gewonnen kwam een vijfde plek niet meer in gevaar. In de play-offs was Den Bosch in de kwartfinale te sterk voor Apollo.

## Selectie

### Transfers
| Speler          | Komt van            |
| --------------- | ------------------- |
| Nikki Hulzebos  | Landstede Basketbal |
| Gerald Robinson | Plymouth Raiders    |

| Speler             | Vertrokken naar            |
| ------------------ | -------------------------- |
| Sergio de Randamie | Challenge Sports Rotterdam |

2009/10 · 2010/11 · 2011/12 · 2012/13 · 2013/14 · 2014/15 · 2015/16 · 2016/17 · 2017/18 · 2018/19 · 2019/20
Apollo Amsterdam · SPM Shoeters Den Bosch  · Donar · Aris Leeuwarden · ZZ Leiden · Challenge Sports Rotterdam · BS Weert · Landstede Basketbal